# Recruit
Recruit Holdings Co.,Ltd. (jap. 株式会社リクルート, Kabushiki-gaisha Rikurūto) ist eine japanische Holdinggesellschaft mit Hauptsitz in Tokio, die mit verschiedenen Unternehmen in mehreren Branchen tätig ist. Zu den Geschäftsfeldern gehören Medien, Werbung, Dienstleistungen und Informationstechnologie, sowie der Bereich Personaldienstleistungen.
Die Unternehmensgruppe zählt heute zu den bedeutendsten Online-Unternehmen in Japan, ihr gehören die Online-Jobsuchmaschine Indeed und die Arbeitgeberbewertungsseite Glassdoor. Im Geschäftsjahr 2020 erzielte das Unternehmen einen Umsatz von 2.269,3 Mrd. Yen (entspricht ca. 16 Mrd. Euro), wobei der Auslandsumsatz 46 % des Gesamtumsatzes ausmachte.

## Geschichte

### Gründung und frühe Geschichte
Recruit wurde 1960 als Werbeunternehmen gegründet, das sich auf Universitätszeitungen spezialisiert hatte.
In den 60er Jahren lag der Schwerpunkt des Unternehmens auf der Vermittlung von Arbeitsplätzen, insbesondere zwischen Studenten und Unternehmen. In den 70er Jahren wurde das Geschäft auf die Vermittlung von Jobwechslern sowie auf Immobilien- und Mietinformationen ausgeweitet. Ende der 1980er Jahre war das Unternehmen auch an der Herausgabe von Kleinanzeigenmagazinen beteiligt, die Bereiche wie Teilzeitjobs, Automobile und Auslandsreisen abdeckten.

### Recruit-Skandal
Durch den Recruit-Skandal Anfang der 1990er-Jahre wurde das Unternehmen auch außerhalb Japans bekannt. Der Firmengründer Hiromasa Ezoe hatte Aktien gegen Gefälligkeiten getauscht, um Geschäftsabschlüsse zu erwirken und Insiderinformationen zu erhalten. Er schenkte mehr als 70 Politikern und Wirtschaftsführern Aktien einer Tochtergesellschaft, die kurz vor dem Börsengang stand, was vielen von ihnen ein Vermögen einbrachte. Der Skandal gilt als einer der größten Korruptionsaffären in der Nachkriegszeit Japans und führte zum Rücktritt einiger der beteiligten Politiker, darunter auch der damalige Ministerpräsident Takeshita Noboru, und zu politische Reformen.
In den 1990er Jahren, platzte eine große Vermögensblase in Japan und von Ezoe zuvor getätigte spekulative Immobilienwetten belasteten das Unternehmen mit 14 Milliarden Dollar Schulden, was zu seinem Rücktritt und dem Verkauf einer Mehrheitsbeteiligung an Daiei, einem japanischen Einzelhändler, führte, der so Ende der 1990er-Jahre einen Anteil von rund 35 % an Recruit hielt.

### Börsengang und jüngere Geschichte
Im Juni 2012 wurde bekannt gegeben, dass Recruit plane, innerhalb eines Jahres an die Börse zu gehen. Im Oktober 2012 wurde eine Holdinggesellschaft gegründet, die entweder an der Tokioter Börse oder an einer anderen Börse notiert werden sollte. Nach der Rückzahlung der Schulden und dem Kauf eines Teils der von Daiei gehaltenen Aktien notierte Recruit am 16. Oktober 2014 in der First Section der Tokioter Börse.
Ab den 2010er Jahren begann die Unternehmensgruppe internationale Geschäfte zu übernehmen und die eigene Online-Präsenz auszubauen: 2011 kaufte Recruit das amerikanische Unternehmen Staffmark für knapp 300 Mio. US-Dollar. Im folgenden Jahr die Online-Jobsuchmaschine Indeed. Weitere Übernahmen folgten mit Treatwell im Jahr 2015 (180 Mio. Euro), Quandoo (219 Mio. US-Dollar) und USG People für 1,42 Mrd. Euro im folgenden Jahr. Auch Simply Hired, ein Konkurrent von Indeed, wurde 2016 übernommen, sowie die kanadische Jobsuchmaschine Workopolis, und das Bewertungsportal Glassdoor für 1,2 Mrd. US-Dollar erfolgten im Jahr 2018.

## Unternehmen
„Recruit“ ist englisch und bedeutet so viel wie „Nachwuchs“ oder „neu einstellen“. Das Hauptquartier der Holding ist im Tokioter Stadtteil Ginza. 2019 wurde die Holding mit rund 46 Mrd. US-Dollar bewertet.
In Deutschland ist Recruit über die Tochter Indeed sowie RGF Staffing Germany GmbH mit dem Personaldienstleister Unique Personalservice GmbH vertreten.